# Odra 1013

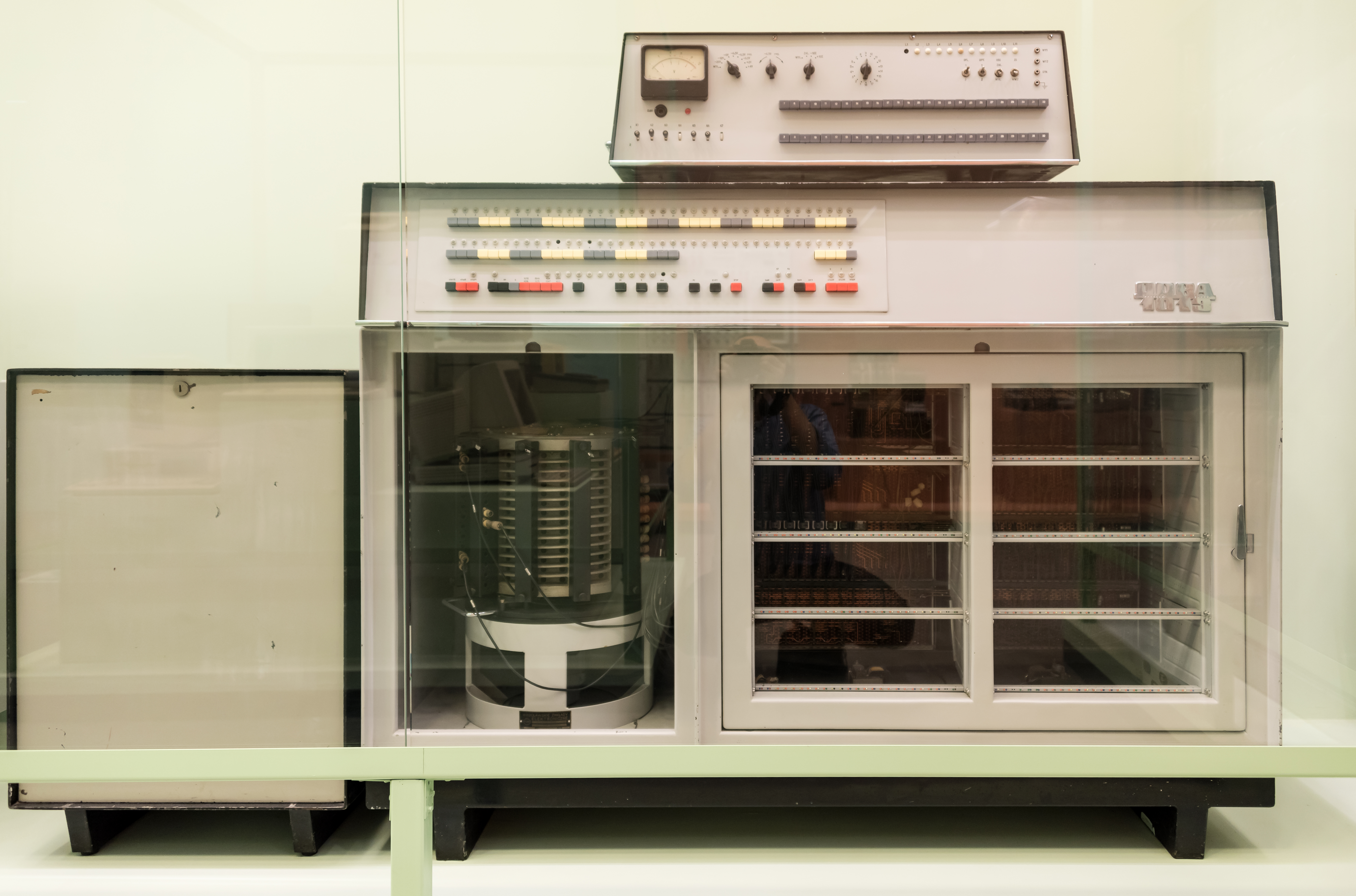
Odra 1013 na wystawie w Narodowym Muzeum Techniki w Warszawie

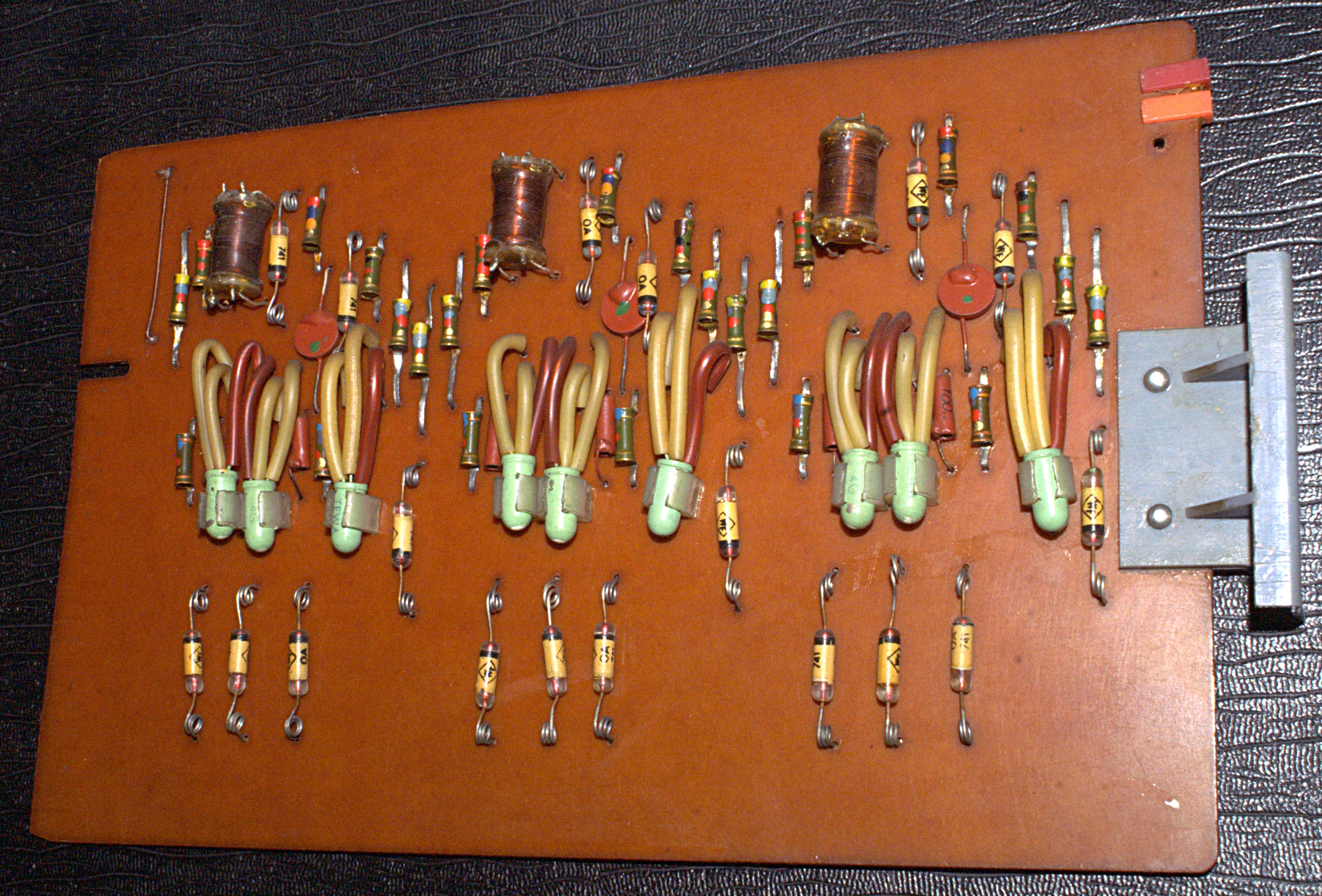
Pakiet komputera Odra 1003, rodziny używanej także w komputerach Odra 1013 i Odra 1103

Odra 1013 – tranzystorowy komputer drugiej generacji skonstruowany i produkowany w Zakładach Elektronicznych Elwro od 1966 roku. Komputer przeznaczony był do obliczeń naukowo-technicznych i sterowania procesami technologicznymi.
Była rozwinięciem Odry 1003, posiadającym oprócz pamięci bębnowej, pamięć ferrytową o pojemności 256 słów. Dzięki temu uzyskano dwa razy większą szybkość niż w Odrze 1003.
Zachowany egzemplarz znajduje się w Narodowym Muzeum Techniki w Warszawie.

## Dane techniczne
- typ: komputer szeregowy II generacji zbudowany na krajowych germanowych tranzystorach stopowych
- organizacja:
  - komputer 1+1 adresowy
  - arytmetyka binarna
- długość słowa maszynowego: 39 bitów
- języki programowania: JAS, MOST F
- pamięć operacyjna: ferrytowa o pojemności: 254 słów maszynowych
- pamięć masowa: bębnowa o pojemności: 8192 słowa maszynowe
- urządzenia we-wy:
  - czytnik taśmy perforowanej
  - perforator taśmy
- szybkość liczenia: 1000 dodawań na sekundę
- zasilanie: 3 × 380 V, 50 Hz, ok. 700 VA
- jednostka centralna:
  - wymiary: 640 × 1300 × 1600 mm[1]
  - waga: 450 kg[2]
- technologia: germanowe tranzystory stopowe (TG2, TG70) i ostrzowe diody germanowe, pakiety na jednostronnej płytce drukowanej o wymiarach 126,4 x 205 mm, ze złączem krawędziowym o 32 stykach
- koszt 1 mln operacji: 24 zł (1976 r.), ok. 10 zł (2017) po inflacji.

## Produkcja
- 1965 r. - prototyp[3][4]
- 1966 r. – 42 szt.
- 1967 r. – 42 szt.

Z 84 wyprodukowanych maszyn, 53 zostały wyeksportowane.